# Boží hrob

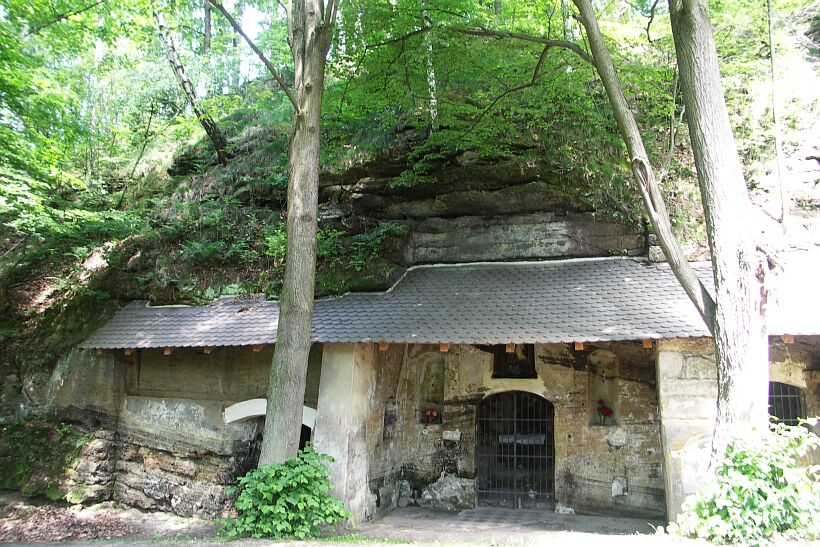
Boží hrob (Grab Gottes) bei Velenice

Als Boží hrob (deutsch: Grab Gottes, auch Heiliges Grab, Grabkapelle) wird eine in einer künstlichen Höhle angelegte Kapelle bei Velenice (Wellnitz) in Nordböhmen bezeichnet. Sie gehört zu den bedeutendsten kirchlichen Denkmälern im Liberecký kraj in Tschechien.
Zwischen 1710 und 1711 wurde die Kapelle vom Wellnitzer Einwohner Schille in mehrjähriger Arbeit erschaffen. Die aus dem gewachsenen Sandsteinfels herausgearbeiteten farbigen Reliefs im Innern der Kapelle zeigen den Lebens- und Leidensweg Christi von seiner Geburt bis zum Tod am Kreuz.
Nach der Vertreibung der angestammten deutschen Bevölkerung nach 1945 verfiel die Kapelle, Teile der Reliefs wurden auch durch Vandalen beschädigt. Im Jahr 2002 wurde die Kapelle wieder instand gesetzt. 
Die Anlage befindet sich unmittelbar an der Verbindungsstraße von Velenice nach Brniště. Das Innere der Kapelle ist für die Öffentlichkeit nicht zugängig, die Reliefs lassen sich jedoch auch von außen durch das angebrachte Schutzgitter besichtigen.

## Galerie

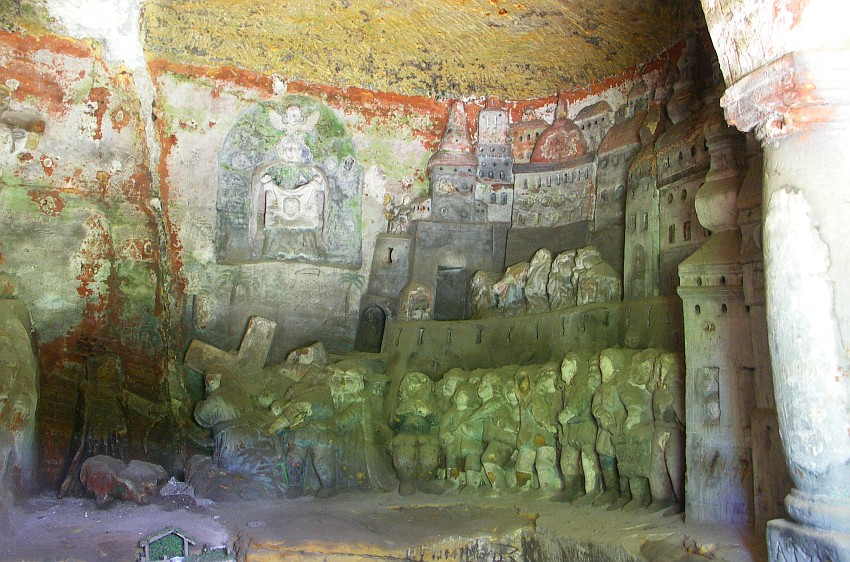
Innenansicht, Reliefs aus Sandstein
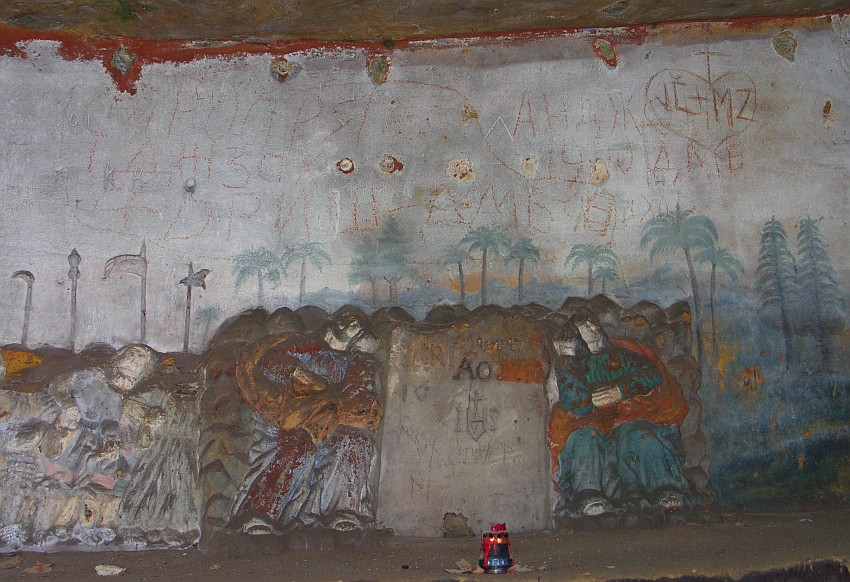
Innenansicht, Wandmalereien und Vandalenspuren